# GOES 15
O GOES 15 (chamado GOES-P antes de atingir a órbita) é um satélite Norte americano de pesquisas atmosféricas. Operado pela NOAA e pela NASA, como parte do programa GOES.
Este satélite foi construído pela Boeing, e foi o último de um conjunto de três da série de satélites GOES a ser baseado na plataforma BSS-601. Os outros, dois, o GOES 13 e o GOES 14 foram lançados em Maio de 2006 e Junho de 2009 respectivamente. No total, incluindo o GOES-G este foi o décimo sexto satélite GOES a ser lançado.

## Lançamento
O GOES-P foi lançado por um foguete  Delta IV-M+(4,2), a partir da Estação da Força Aérea de Cabo Canaveral, na Flórida. O lançamento, ocorreu em 4 de Março de 2010 as 23:57 GMT. Assim que atingiu a órbita geoestacionária em 16 de Março, ele foi rebatizado como GOES 15 como de praxe. Em 6 de Dezembro de 2011, ele foi ativado como satélite "GOES West", substituindo o GOES 11.

## Características
No lançamento, a massa do satélite era de 3.238 kg, e uma vida útil projetada de dez anos. A alimentação é garantida por um único painel solar, que fornece até 2,3 kW. Uma bateria de níquel/hidrogênio de 24 células é usada para alimentar o satélite nos períodos em que ele não está sob a luz solar.
Os instrumentos a bordo do "GOES 15" incluem: uma câmera multi espectral de cinco canais para capturar imagens de luz visível e infravermelha dos Estados Unidos continental, uma sonda para efetuar leituras da temperatura e umidade atmosférica, uma câmera de raios-X para detectar manchas solares, e instrumentos para monitorar a magnetosfera, radiação cósmica e partículas carregadas.